# Titularbistum Vegesela in Byzacena
Vegesela in Byzacena (ital.: Vegesela di Bizacena) ist ein Titularbistum der römisch-katholischen Kirche. Es geht zurück auf einen untergegangenen Bischofssitz in der gleichnamigen antiken Stadt, die in der römischen Provinz Byzacena lag.
| Titularbischöfe von Vegesela in Byzacena |                       |                                                           |                   |               |
| Nr.                                      | Name                  | Amt                                                       | von               | bis           |
| 1                                        | Alfredo Torres Romero | Weihbischof in Mexiko (Mexiko)                            | 30. Dezember 1967 | 26. Juli 1980 |
| 2                                        | Jorge Urosa           | Weihbischof in Caracas, Santiago de Venezuela (Venezuela) | 3. Juli 1982      | 16. März 1990 |
| 3                                        | René Coba Galarza     | Weihbischof in Quito (Quito)                              | 7. Juni 2006      | 18. Juni 2014 |
| 4                                        | Franz Josef Gebert    | Weihbischof in Trier (Deutschland)                        | 31. Mai 2017      |               |